# 정혁 (축구인)
정혁(鄭赫, 1986년 5월 21일 ~ )은 대한민국의 전 축구 선수였다. 현역 시절 포지션은 미드필더다.

## 대학 경력
대학시절 풋살 대표로 뛰면서 빠른 템포를 익히고, 대학대표로 선발되면서 기대를 모았다.

## 클럽 경력
2009년에 인천에 입단하며 프로 무대에 데뷔했고 전남 드래곤즈와의 경기에서 코너킥으로 데뷔골을 성공시켰다. 그 후 후반기에 주전으로 출장하였으며, 코너킥, 프리킥 등 세트피스를 전담했다. 그러나 2009년 11월 22일 열린 플레이오프 성남과의 경기에서 승부차기 실축으로 팀의 패인이 되기도 하였다. 그리고 2010시즌 도화성을 제치고 주전으로 출전하며 수비형 미드필더, 공격형 미드필더, 중앙미드필더, 왼쪽 윙, 오른쪽 윙 등 여러 포지션을 소화하며 팀의 플레이 메이커 역할을 하였으며, 후반기에는 유병수, 안재준과 함께 팀의 핵심으로 발돋움했다. 특히 경남전, 수원전에서는 환상적인 프리킥으로 비바 K리그 베스트골을 2연속으로 수상했다.
2013년 1월, 같은 팀의 정인환, 이규로와 함께 전북 현대 모터스로 이적하였다.
2014년에는 팀을 리그 우승으로 이끈 후, 군 복무를 위해 신형민과 함께 안산 경찰청 축구단에 입대하였다. 2016년 9월에 신형민과 함께 전역하였고 전북 현대 모터스에 복귀하였다.
2020시즌 여름 이적시장에서 K리그2의 경남 FC로 임대 이적했다.
2021년 6월 29일, 자유계약을 통해 전북을 떠나 9년 만에 인천으로 복귀하였다.
2022 시즌 후, 현역 은퇴를 선언하였다.
2023년 시즌을 앞두고 K리그2의 서울 이랜드 FC의 코치로 부임하였다.

## 수상 경력

### 클럽
전북 현대 모터스
- K리그 클래식 우승 2회 (2014, 2017)